# Minimasgali (Faafu-atol)
Minimasgali is een van de onbewoonde eilanden van het Faafu-atol behorende tot de Maldiven.